# The Royal Family of Broadway
The Royal Family of Broadway is een Amerikaanse filmkomedie uit 1930 onder regie van George Cukor. Het scenario is gebaseerd op het toneelstuk The Royal Family van Edna Ferber en George S. Kaufman.

## Verhaal
Julie Cavendish komt uit een familie van acteurs. Haar moeder en dochter acteren op Broadway. Haar broer heeft de familie ten schande gemaakt door naar Hollywood te vertrekken. Julie wil zelf ophouden met acteren. Ze wil trouwen en een normaal leven leiden. Als haar broer terugkeert uit Hollywood, moet ze door omstandigheden haar beslissing in twijfel trekken.

## Rolverdeling
| Acteur            | Personage        |
| ----------------- | ---------------- |
| Ina Claire        | Julie Cavendish  |
| Fredric March     | Tony Cavendish   |
| Mary Brian        | Gwen Cavendish   |
| Henrietta Crosman | Fanny Cavendish  |
| Charles Starrett  | Perry            |
| Arnold Korff      | Oscar Wolfe      |
| Frank Conroy      | Gilmore Marshall |
| Royal C. Stout    | Joe              |
| Elsie Esmond      | Della            |
| Murray Alper      | McDermott        |
| Wesley Stark      | Jongen           |
| Herschel Mayall   | Dokter           |